# Женская сборная России по водному поло
Женская сборная России по водному поло — национальная сборная, представляющая Россию на соревнованиях по водному поло среди женщин.

## Выступления

### Олимпийские игры
- 2000 —
- 2004 — 5-е место
- 2008 — 7-е место
- 2012 — 6-е место
- 2016 —
- 2020 — 4-е место

### Чемпионаты мира
- 1994 — 7-е место
- 1998 — 4-е место
- 2001 — 6-е место
- 2003 —
- 2005 — 4-е место
- 2007 —
- 2009 —
- 2011 —
- 2013 — 4-е место
- 2015 — 8-е место
- 2017 —
- 2019 — 5-е место

### Европейские игры
- 2015 —

### Мировая лига
- 2004 — 4-е место
- 2005 —
- 2006 —
- 2007 — не участвовала
- 2008 —
- 2009 — 6-е место
- 2010 — 4-е место
- 2011 — 5-е место
- 2012 — 5-е место
- 2013 —
- 2014 — 7-е место
- 2015 — 5-е место
- 2016 — 6-е место
- 2017 —
- 2018 —
- 2019 —

### Кубок мира
- 1995 — 4-е место
- 1997 —
- 1999 — 7-е место
- 2002 — 4-е место
- 2006 —
- 2010 — 4-е место
- 2014 — 6-е место
- 2018 —

### Чемпионаты Европы
- 1993 —
- 1995 — 6-е место
- 1997 —
- 1999 —
- 2001 —
- 2003 —
- 2006 —
- 2008 —
- 2010 —
- 2012 — 4-е место
- 2014 — 5-е место
- 2016 — 6-е место
- 2018 — 5-е место
- 2020 —

### Кубок Европы
- 2018 —
- 2019 —

## Состав (Олимпийские игры 2020)
Состав
| Номер                  | Имя                  | Дата рождения | Рост, см | Клуб                 | Игры    | Голы    |         |
| Вратари                | Вратари              | Вратари       | Вратари  | Вратари              | Вратари | Вратари | Вратари |
| ---------------------- | -------------------- | ------------- | -------- | -------------------- | ------- | ------- | ------- |
| 1                      | Евгения Головина     | 14.07.1999    | 173      | Динамо-Уралочка      |         |         |         |
| 13                     | Анна Карнаух         | 31.08.1993    | 172      | КИНЕФ-Сургутнефтегаз |         |         |         |
| Защитники              |                      |               |          |                      |         |         |         |
| 5                      | Вероника Вахитова    | 13.06.1998    | 177      | СКИФ-ЦОП Москомспорт |         |         |         |
| 6                      | Анастасия Федотова   | 30.11.1998    | 175      | Спартак-Волгоград    |         |         |         |
| 10                     | Евгения Соболева     | 26.08.1988    | 180      | КИНЕФ-Сургутнефтегаз |         |         |         |
| Подвижные нападающие   |                      |               |          |                      |         |         |         |
| 2                      | Мария Берснева       | 17.12.1998    | 170      | Динамо-Уралочка      |         |         |         |
| 3                      | Екатерина Прокофьева | 13.03.1991    | 177      | КИНЕФ-Сургутнефтегаз |         |         |         |
| 4                      | Эльвина Каримова     | 25.03.1994    | 165      | Динамо-Уралочка      |         |         |         |
| 7                      | Алёна Сержантова     | 06.05.1998    | 173      | СКИФ-ЦОП Москомспорт |         |         |         |
| 11                     | Евгения Иванова      | 26.07.1987    | 177      | КИНЕФ-Сургутнефтегаз |         |         |         |
| 12                     | Надежда Глызина      | 20.05.1988    | 180      | КИНЕФ-Сургутнефтегаз |         |         |         |
| Центральные нападающие |                      |               |          |                      |         |         |         |
| 8                      | Анастасия Симанович  | 23.01.1995    | 174      | КИНЕФ-Сургутнефтегаз |         |         |         |
| 9                      | Анна Тимофеева       | 18.07.1987    | 178      | Югра                 |         |         |         |

| Должность      | Имя                | Гражданство        | Дата рождения |
| -------------- | ------------------ | ------------------ | ------------- |
| Главный тренер | Александр Гайдуков | Россия / Казахстан | 10.01.1974    |
| Тренер         | Андрей Белофастов  | Россия             | 02.10.1969    |

## Тренеры
- 1992—1993: Михаил Накоряков
- 1993—1995: Сергей Фролов
- 1995—1997: неизвестно
- 1997—2001: Сергей Фролов
- 2001—2002: Михаил Накоряков
- 2002—2003: Юрий Митянин
- 2003—2009: Александр Клейменов
- 2009—2012: Александр Кабанов
- 2012—2015: Михаил Накоряков
- 2015—2021: Александр Гайдуков
- 2021—н. в.: Сергей Маркоч